# Masquerade (série télévisée, 1983)
Pour les articles homonymes, voir Masquerade.
Masquerade est une série télévisée américaine en un téléfilm de 90 minutes et douze épisodes de 44 minutes, créée par Glen A. Larson et diffusée entre le 22 décembre 1983 et le 27 avril 1984 sur le réseau ABC. Le dernier épisode reste à ce jour inédit à la télévision américaine et n'a pas été diffusé.
Cette série est inédite dans tous les pays francophones.

## Synopsis
Monsieur Lavender, responsable de l'Opération Masquerade utilise des civils ayant des aptitudes propres pour certaines missions d'espionnage. Deux agents de terrain, Danny Doyle et Casey Collins sont chargés de superviser ces "bleus" sur le terrain. Les missions se déroulent à travers le monde...

## Fiche technique
- Titre original : Masquerade
- Création : Glen A. Larson
- Thème musical : Marcia Waldorf
- Musique : Stu Phillips et Morton Stevens
- Photographie : Roland "Ozzie" Smith et Paul Lohmann
- Montage : James T. Heckert, Tony Lombardo, Stanley Frazen, Neil MacDonald et Tom Benko
- Distribution : Rachelle Farberman et Mike Hanks
- Création des décors : John Leimanis
- Création des costumes : Jean-Pierre Dorléac
- Producteurs : Mark Rodgers et Andrew Schneider
- Coproducteur : Harker Wade
- Producteur exécutif : Glen A. Larson
- Coproducteur exécutif : Renée Valente
- Producteurs associés : Chris Larson et George Lehr
- Compagnies de production : Glen A. Larson Productions - Twentieth Century Fox Television
- Compagnies de distribution : American Broadcasting Company
- Pays d'origine :  États-Unis
- Langue : Anglais Mono
- Durée : 60 minutes
- Image : Couleurs
- Ratio écran : 1.33:1 plein écran 4:3
- Négatif : 35 mm
- Genre : Espionnage
- Date de première diffusion : 15 décembre 1983 sur ABC

## Distribution
- Rod Taylor : Monsieur Lavender
- Greg Evigan : Danny Doyle
- Kirstie Alley : Casey Collins

## Invités célèbres dans la série
- Susan George
- Ernest Borgnine
- Peter Breck
- Morgan Brittany
- Lynda Day George
- Walter Gotell
- David Hemmings
- Katherine Kelly Lang
- Oliver Reed
- Richard Roundtree
- Cybill Shepherd
- Lloyd Bochner
- Sybil Danning
- Anthony Franciosa
- Clu Gulager
- Richard Hatch
- Tab Hunter
- Richard Lynch
- Martin Milner
- Barbara Rush
- John Saxon
- William Smith
- Alan Thicke
- Dick Van Patten

## Épisodes
1. Masquerade (90 minutes)
2. Diamonds
3. Girl for Sale
4. The Defector
5. Caribbean Holiday
6. Five Days
7. Oil
8. The French Connection
9. Winnings
10. The Sleeper
11. Spanish Gambit
12. Spying Down to Rio
13. Flashpoint (non diffusé)

## Mélange des genres
La série est un mélange de Mission impossible et La croisière s'amuse puisqu'elle reprend le principe d'avoir des vedettes différentes à chaque épisode dans un cadre à la fois glamour et exotique. Le principe de l'épisode est à chaque fois identique : lors de la première partie, l'homme ou la femme choisi pour l'opération est présenté lors d'un briefing dans le jet privé de monsieur Lavender et la seconde partie consiste dans la mise en place du plan. 
La série n'a pas rencontré son public et a rapidement été annulée. Le budget de l'époque était élevé, environ 750 000 $ par épisode.